# Pilz (företag)

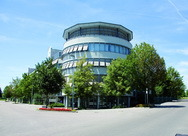
Företagets huvudkvarter, 2007.

Pilz GmbH & Co. KG är ett företag inom automatiseringsteknik. Förutom huvudkontoret i Ostfildern vid Stuttgart i Tyskland har Pilz 42 dotterbolag.

## Historik
Företaget grindades 1948 av Hermann Pilz  i Esslingen som ett glasblåseri. HHan tillverkade ursprungligen  glasapparater för medicintekniskt bruk samt kvicksilverreläer för industriell användning.
Peter Pilz engagerades i företaget i slutet på sextiotalet och ledde en utveckling av företagets produkter för automatiserings- och säkerhetsbranscherna.

Baserat på EUROPILZ SYSTEMS som utvecklades 1969, lanserades 1984 ett av de första tyska programmerbara styrsystemen, PC4K.
1987 lanserades säkerhetsreläet PNOZ på marknaden.
De programmerbara säkerhetsstyrningarna började användas med säkerhetsstyrningarna PSS på 1990-talet då de godkändes av BG.
Pilz GmbH & Co.KG är ett familjeföretag som ägs av familjerna Pilz och Kunschert. I slutet av 2017 drog sig dåvarande vd:n och delägaren Renate Pilz tillbaka från företagsledningen. Sedan 2018 utgörs företagsledningen av de båda delägarna Susanne Kunschert och Thomas Pilz.

## Produkter
- Sensorteknik
- Styrsystemsteknik
- Nätverk
- Drive-teknik
- Manöver- och visualiseringssystem
- Programvara
- Rådgivning, projektering och utbildningar för alla delar av maskinsäkerheten[1]